# Abderrahim El Arjoun
Abderrahim El Arjoune (ur. 17 lipca 1963 roku) – marokański sędzia piłkarski. Sędzia międzynarodowy FIFA od 1994 do 2008 roku.

## Turnieje międzynarodowe
- Mistrzostwa Świata U-20 (1997)
- Puchar Narodów Afryki (2000, 2006, 2008)

## Inne
- Drugi mecz finału Ligi Mistrzów CAF 2007 (Al-Ahly Kair - Etoile du Sahel 1:3)